# Lebanon Mountains
Lebanon Mountains (arabiska: جَبَل لُبْنَان) är en bergskedja i Libanon.   Den ligger i guvernementet Mohafazat Baalbek-Hermel, i den centrala delen av landet, 50 kilometer öster om huvudstaden Beirut.
Trakten runt Lebanon Mountains består till största delen av jordbruksmark. Runt Lebanon Mountains är det ganska tätbefolkat, med 80 invånare per kvadratkilometer.